# 삼천리 (기업)
주식회사 삼천리는 삼천리그룹의 모기업인 도시가스 공급 및 발전소 업체이다. 1955년 삼천리연탄기업사로 창립하였으며, 1966년 삼천리연탄 주식회사로 법인 전환하였고, 1984년 지금의 상호로 변경하였다. 주요 사업은 도시가스 공급과 화력 발전 사업이다. 인천광역시 동구, 미추홀구, 연수구, 남동구 일부 지역을 비롯한, 경기도 부천시, 시흥시, 안산시, 수원시, 안양시 등 경기 남부 일부 지역까지 독점 공급하고 있다.